# Oxyethira frici
Oxyethira frici – chruścik z rodziny Hydroptilidae. Larwy zasiedlają wody bieżące, limneksen spotykany w elodeidach. Larwy konstruują małe przenośne domki, zbudowane z przędzy jedwabnej, bocznie spłaszczone i kształtem zbliżone do trapezu.
Imagines spotykane nad jez. Narckim (Pojezierze Mazurskie). W Finlandii występuje licznie w dużych i małych bystrzynach, także w jeziorach lobeliowych i ich wypływach (Nybom 1960, Bagge 1987b). Na Łotwie występuje w ciekach (Spuris 1989), w Niemczech w rhitralu i potamalu (Klima et al. 1994). Gatunek o rozmieszczeniu środkowoeuropejskim, larwy żyją w potokach i rzekach (Botosaneanu i Malicky 1978).